# 天山瘤果芹
天山瘤果芹（学名：Trachydium tianschanicum）是伞形科瘤果芹属的植物。分布于俄罗斯以及中国大陆的新疆等地，生长于海拔3,000米至4,500米的地区，多生在山地草甸中，目前尚未由人工引种栽培。